# Tim Peters
Tim Peters (Den Haag, 7 mei 1985) is een Nederlands voormalig profvoetballer. Hij speelt als aanvaller.
Peters debuteerde op 5 maart 2006 in het betaald voetbal in de wedstrijd RKC Waalwijk - ADO Den Haag. De geboren Hagenaar kwam in zijn jeugd uit voor RKSV G.D.A. en kwam later bij RKC Waalwijk terecht. In het seizoen 2005/2006 maakte hij zijn debuut en scoorde in de met 2-4 verloren thuiswedstrijd tegen Ajax, hij speelde dat seizoen 2 wedstrijden. In het seizoen 2006/2007 was hij gehuurd door De Graafschap, waar hij in eerste instantie in aanmerking leek te komen voor een basisplaats, maar na de komst van spits Berry Powel werd hij naar de reservebank verwezen. Vervolgens speelde hij voor RBC Roosendaal en vanaf januari 2010 voor FC Oss. Toen deze club niet langer in het betaald voetbal uitkwam, was ook de profloopbaan van Peters ten einde. Hij verkreeg geen ander contract en ging in juni 2010 voor het eerste team van IJsselmeervogels spelen. Met ingang van het seizoen 2011/2012 kwam Peters uit voor toenmalig Topklasser SVV Scheveningen.

## Clubstatistieken
| Seizoen | Club            | Land      | Competitie     | Duels | Goals |
| ------- | --------------- | --------- | -------------- | ----- | ----- |
| 2005/06 | RKC Waalwijk    | Nederland | Eredivisie     | 2     | 1     |
| 2006/07 | → De Graafschap | Nederland | Eerste divisie | 33    | 4     |
| 2007/08 | RKC Waalwijk    | Nederland | Eerste divisie | 15    | 3     |
| 2008/09 | RBC Roosendaal  | Nederland | Eerste divisie | 26    | 8     |
| 2009/10 | FC Oss          | Nederland | Eerste divisie | 13    | 6     |